# Alaraz
Alaraz es un municipio y localidad española de la provincia de Salamanca, en la comunidad autónoma de Castilla y León. Se integra dentro de la comarca de la Tierra de Peñaranda. Pertenece al partido judicial de Peñaranda y a la Mancomunidad Margañán.
Su término municipal está formado por las localidades de Alaraz y Garcigrande, ocupa una superficie total de 49,17 km² y según los datos demográficos recogidos en el padrón municipal elaborado por el INE en el año 2017, cuenta con una población de 481 habitantes.

## Geografía
Limita con la provincia de Ávila y forma parte de la comarca del Campo de Peñaranda, siendo el municipio más meridional de la misma.
Su altitud media es de 884 m s. n. m. El punto más elevado de su término municipal corresponde al cerro del Castillo, en el Berrocal, lindando con San Miguel de Serrezuela, con 1034 metros sobre el nivel del mar. Existen otros dos picos que sobrepasan los 1000 metros de altitud: el Alto de Cuesta Aguda, con 1026 m (mencionado más abajo) y el cerro de Calamocha, con 1002 m. (también en el Berrocal y haciendo límite con San Miguel).
Por la población discurre el río Gamo y por otro río afluente del Tormes, el Gudin. En su término de 49,17 km² se integra la población de Garcigrande.

### Fauna y flora
- Jabalíes, conejos, zorros, ratones de campo, liebres, jinetas.
- Gran cantidad de cigüeñas que han llegado a poner en riesgo la techumbre de la iglesia parroquial con sus nidos. Este hecho ha sido reflejado en reportajes de prensa y televisión.
- En cuanto a su flora destaca la gran cantidad de encinas, una frondosa ribera que transcurre a lo largo del paso del río Gamo cuajada de chopos, álamos, fresnos y zarzas y campos de cultivo de maíces.
- En la zona sur del término, lindando con la provincia de Ávila, es frecuente la flora correspondiente a La Serrezuela, es decir, el tomillo, la retama y la carrasca.

## Historia

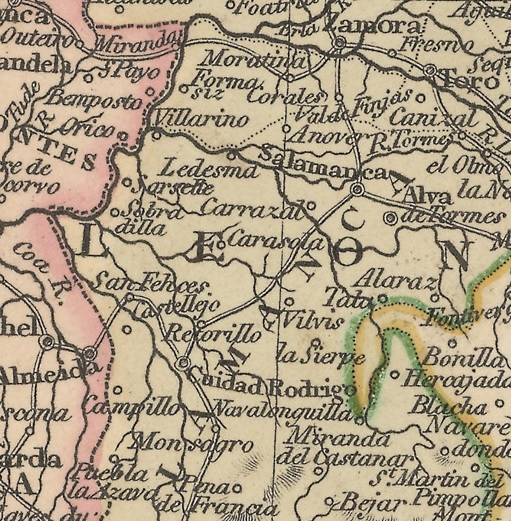
Detalle de un mapa de 1824 en el que se puede apreciar Alaraz.

Los primeros vestigios datan de la edad de Bronce y se sitúan en la zona de Los Molinos. En la edad de Hierro se han encontrado también restos de utillaje en Los Ocuestos, donde se situaba un oppidum vetón, que fue abandonado tras la conquista romana de la zona. De datación posterior, en el Museo de Salamanca están expuestas tablillas de pizarra con inscripciones en latín, procedentes de los alrededores de la ermita del Cristo en Alaraz, de la época visigótica.
A partir del siglo VIII la zona está ocupada por los árabes que son los que dan nombre al pueblo. Alaraz, Alfaraz o Alharaz son tres denominaciones que aparecen en diversos documentos y tiene un significado en árabe equivalente a campo de cultivo.
Los enfrentamientos con los cristianos, harían de la zona una tierra de nadie, que pasó a integrarse en el Reino de León en el siglo X tras la victoria de Ramiro II de León sobre Abderramán III en las batallas de Simancas y Alhandega. Tras esta reconquista por parte leonesa se acometen sendas repoblaciones entre los siglos X y XII, siendo la principal la emprendida por Alfonso VI de León a finales del siglo XI, que encomendó la dirección de la misma a su yerno Raimundo de Borgoña.
El primer documento en el que aparece la localidad data de 1224, entonces denominado Santa María del Campo, apareciendo en la documentación posterior ya las denominaciones de Alfaraz y Alaraz, formando parte del cuarto o sexmo de Rialmar, dentro del alfoz de Alba y su tierra. Al ser una localidad situada en la frontera leonesa frente a Castilla, gozaba de una vigilancia permanente y el nombre de la primitiva iglesia, fortificada, tiene la advocación de Nuestra Señora del Castillo. Entre 1418 y 1434, el concejo de Alaraz se desgajó de la tierra de Alba para convertirse en lugar de señorío. Esta jurisdicción señorial perteneció al duque de Alba hasta el siglo XIX, en que se convirtió en municipio libre.
Cabe citar como curiosidad que fue lugar de paso de Carlos V hacia su retiro a Yuste, según documento fechado el 8 de noviembre de 1556. El Ayuntamiento está construido sobre el solar de la antigua Casa del Concejo. En la calle de la Rúa, se puede contemplar el dintel de granito de una casa una inscripción en latín, fechada en el siglo XVIII.
Con la creación de las actuales provincias en 1833, Alaraz quedó integrado en la provincia de Salamanca, dentro de la Región Leonesa, pasando a formar parte del partido judicial de Peñaranda de Bracamonte.
En Alaraz tuvo origen en el año 1916 una obra social sin precedentes que durante varios años cumplió con una función benéfica a favor de los vecinos más necesitados de este pueblo y que pasó a denominarse Asociación de Socorros Mutuos del Santo Cristo del Monte de Alaraz, siendo Presidente, Secretario y Tesorero respectivamente en su constitución Tomás Nieto Albarrán, Valentín Sanz Miguel y Benigno Sanz Miguel.

## Geografía humana

### Demografía
Cuenta con una población de 448 habitantes (INE 2024).
| Gráfica de evolución demográfica de Alaraz entre 1842 y 2021                                                          |
| |
| Población de derecho según los censos de población del INE. Población de hecho según los censos de población del INE. |

El censo de 1587, señala la existencia de unos 480 habitantes.
En el de 1591, eran 548 habitantes.
En el censo de 1712, eran 100 habitantes.
En el censo de Ensenada de 1750, son 348 habitantes.
En 1831, la población asciende a 870 habitantes.
En 1855, son 1281 habitantes.
En 1930 alcanza el máximo de población con 2036 habitantes.

### Núcleos de población
El municipio de Alaraz se divide en dos núcleos de población, Alaraz y Garcigrande, que poseían la siguiente población en 2018 según el INE.
| Núcleo de población | Población |
| ------------------- | --------- |
| Alaraz              | 460       |
| Garcigrande         | 3         |

### Economía
- Productos del cerdo ibérico de gran calidad, existiendo varias fábricas en el municipio.
- Los servicios en el pueblo son muy variados contamos con: carnicerías(4), pescadería, bares (3), supermercados (2) , peluquería, pabellón cubierto, guardería, centro sociocultural que incluye una biblioteca, parque, básculas (2), panadería, taxi, quiosco, hostal, casa rural, farmacia ...
- En la Dehesa de Garcigrande, perteneciente al municipio, existe una ganadería de toros de lidia, la de Domingo Hernández.

## Monumentos y lugares de interés
- La iglesia parroquial dedicada a Nuestra Señora del Castillo, de una sola nave de cruz latina, gran crucero y capilla mayor semihexagonal a los pies, que recuerda a la de Mosén Rubí de Bracamonte de Ávila cubierta con bóveda de terceletes, formando un octógono en el centro obra de Juan Sánchez del Castillo finalizado en 1555. La capilla mayor la preside un retablo barroco tallado en los postreros años del siglo XII por el maestro Cristóbal de Carvajal y se doraba en 1704. El tramo del crucero muy amplio cubierto con bóveda gótica de terceletes algo posterior de fines del siglo XII y el resto obra barroca del siglo XVIII. Incluye una talla de la Virgen de las Nieves (de finales del siglo XV), patrona de la localidad, acompañada de San Miguel. En el crucero se encuentran colocados otros retablos de menor interés; uno consta que fue labrado en 1717 por Andrés Martínez, y otros dos, rococós, caen dentro de la escuela de Miguel Martínez, aunque los sabemos ensamblados por el desconocido tallista Manuel Vicente del Castillo, quien los realizó en 1772, con interesantísimos relieves en sus áticos, quizá de Simón Gabilán Tomé. La sacristía data de 1743 y es de Francisco Álvarez.
- Ermita del Cristo: edificada en granito de una sola nave con cubiertas barrocas. El retablo mayor del siglo XVIII de madera tallada y dorada obra de Antonio Martín Regato, siendo dorado por el salmantino Manuel de la Peña. En ella se halla la talla del Santísimo Cristo del Monte (datado también en el primer cuarto del siglo XVIII), de excelente calidad y atribuido a Bernardino Pérez de Robles o Jerónimo Pérez, autores de varias obras en la zona.
- Los Molinos, llamado así por unas antiguas ruinas árabes de molinos a la vera del río Gamo, se caracterizan por ser la línea en que finaliza la meseta y comienza el Sistema Central. Rocosa, con un río y vega que en primavera son bellísimos. También contiene restos de un antiguo castro celta y una vegetación muy característica. En el mismo lugar está situada la ermita del Santo Cristo del Monte de gran devoción de todos los alaraceños. En la que se encuentra un paisaje natural incomparable y con una fauna impresionante .
- Los Baños, antiguo balneario con aguas curativas azufradas, situado en la antigua dehesa de Somosancho, en las primeras faldas del monte situado en el sur del término municipal.
- El cerro de Cuesta Aguda, que es el segundo punto geográfico más alto de Alaraz y donde se encuentra un hito o vértice geodésico del Instituto Geográfico Nacional, justo en un cuádruple cruce de lindes: Alaraz y Malpartida (de la provincia de Salamanca) y Cabezas del Villar y San Miguel de Serrezuela (de la provincia de Ávila).[2]
- Somosancho, con su monte, sus casas y naturalmente sus aguas termales (medicinales) junto con su bonito jardín.
- Casa de las conchas, un jubilado albañil alaraceño ha cubierto su casa con millones de conchas recogidas en sus vacaciones en el mar, en numerosas ocasiones, este "monumento" ha sido grabado varias veces por la televisión..
- Museo de Marina Gómez en el que podemos contemplar bellos cuadros realizados por dicha artista local y algunos provinciales

## Cultura
- La última semana de julio, se celebra  un programa cultural en el municipio en el que se incluyen exposiciones variadas, obras de teatro a cargo de grupos locales y mercadillo benéfico. La culminación de dichos actos es el Concurso de Pintura Rápida "Marina Gómez", concurso que goza de gran prestigio en la zona y que suele celebrarse el último fin de semana de julio y al que concurren pintores de toda España y que está dotado de una gran cantidad de premios.

### Fiestas
- Lunes de Aguas, fiesta de los quintos, segundo lunes después del Domingo de Resurrección.
- 5 de agosto, Virgen de las Nieves
- 14 de septiembre, Santísimo Cristo del Monte.
- La "Marza", que coincide con el día de Nochebuena.
- Matanza típica realizada por una peña el 2 de enero .

Los vecinos del municipio salmantino de Alaraz recorren los tres kilómetros que separan la ermita del Santo Cristo del Monte de la plaza del pueblo bailando la jota y acompañando a los quintos de este año en la romería que coincide con la festividad del "Lunes de aguas"
Los principales protagonistas de esta romería son los quintos, jóvenes del pueblo o vinculados a él que cumplen durante 19 años .
Uno de los momentos más característicos de la procesión es la llegada a la altura del Río Gamo, cuyo cauce ha sido cruzado por los quintos bailando la jota, bajo la atenta mirada del resto de participantes. El acto de atravesar el río apenas se lleva realizando 20 años pero se ha convertido en el momento más vistoso del recorrido.
La celebración de la romería da comienzo a las 11:00 horas, cuando las quintas, junto con los vecinos, sacaran de la iglesia parroquial de Alaraz la imagen de la Virgen que llevan en procesión por un camino hasta la ermita en la que se encuentra el Cristo.
Por su parte, los quintos, acompañados por otros feligreses, esperan en la ermita la llegada de la comitiva y cuando ésta es divisada salen con el Cristo al encuentro de la otra imagen produciéndose entonces momentos de emoción por parte de los fieles congregados, mientras que el sacerdote ha entonado cánticos y oraciones.
Minutos después, la comitiva religiosa se dirige de nuevo hacia la ermita que se encontra abarrotada y en la que tiene lugar una misa cantada en latín siguiendo las pautas de las eucaristías que se celebraban en el pueblo desde el siglo XVIII.
Después del acto religioso, los quintos y el resto de los fieles comienzan el recorrido de los cerca de cuatro kilómetros que separan la ermita del pueblo, bailando al son de la dulzaina y el tamboril.
Más de dos horas y media tardan los lugareños en hacer este singular camino que constituye para los hijos del pueblo una de las citas más significativas en la que se mezcla devoción y tradición.
La imagen del Cristo del Monte, cargada por hombres, seguida de la Virgen de las Nieves, portada por las quintas y las mujeres, se convierten así cada año en protagonistas de una romería que congrega a la mayor parte de los naturales de esta localidad que se encuentran dispersos por distintos lugares y que por esta fechas regresan a su pueblo natal.
Una vez llegado al río Gamo y mientras los quintos atraviesan la corriente danzando en honor al Cristo, un grupo de jóvenes ha tocado las campanas de la iglesia parroquial al divisar a las imágenes, sin dejar de repicar hasta que la procesión no ha llegado a la plaza Mayor de Alaraz.
A la entrada del pueblo se ha detenido la comitiva para formar grandes corros de baile a los que se unen los vecinos que no lo habían hecho en el camino, una situación que se repite también en la plaza.
Después de más de dos horas de bailar la jota, las imágenes son introducidas en el interior de la iglesia parroquial en la que permanecerán hasta el mes de septiembre, fecha en la que el Cristo regresa a su ermita.

## Alaraceños ilustres
- Lorenzo Albarrán (1874-1938), especializado en paisajes y retratos costumbristas, restaurador en el Palacio Real y el Casón del Buen Retiro, además de docente en el Colegio de Sordomudos y Ciegos de Madrid.

## Administración y política
| Partido político                         | 2019  | 2019  | 2019       | 2015  | 2015  | 2015       | 2011  | 2011  | 2011       | 2007  | 2007  | 2007       | 2003  | 2003  | 2003       |
| Partido político                         | %     | Votos | Concejales | %     | Votos | Concejales | %     | Votos | Concejales | %     | Votos | Concejales | %     | Votos | Concejales |
| Partido Popular (PP)                     | 30,03 | 88    | 2          | 55,42 | 179   | 4          | 64,78 | 214   | 5          | 51,46 | 211   | 4          | 43,49 | 197   | 3          |
| Partido Socialista Obrero Español (PSOE) | 25,94 | 76    | 2          | 43,34 | 140   | 3          | 32,80 | 122   | 2          | 47,56 | 195   | 3          | 55,41 | 251   | 4          |
| Ciudadanos (CS)                          | 42,32 | 124   | 3          | —     | —     | —          | —     | —     | —          | —     | —     | —          | —     | —     | —          |